# Сивцы (Полтавская область)
Сивцы (укр. Сивці) — село, Нелюбовский сельский совет, Диканьский район, Полтавская область, Украина.
Код КОАТУУ — 5321084107. Население по переписи 2001 года составляло 8 человек.

## Географическое положение
Село Сивцы находится на правом берегу реки Великая Говтва, выше по течению на расстоянии в 0,5 км расположено село Нелюбовка, ниже по течению на расстоянии в 3 км расположено село Кокозовка.